# Roy Cochran
Roy Cochran (Estados Unidos, 6 de enero de 1919 - 26 de septiembre de 1981) fue un atleta estadounidense, especialista en la prueba de 4x400 m en la que llegó a ser campeón olímpico en 1948.

## Carrera deportiva
En los JJ. OO. de Londres 1948 ganó la medalla de oro en los relevos de 4x400 metros, con un tiempo de 3:10.4 segundos, llegando a meta por delante de Francia (plata) y Suecia (bronce), siendo sus compañeros de equipo: Cliff Bourland, Arthur Harnden y Mal Whitfield. También ganó el oro en los 400 metros vallas, con un tiempo de 51.1 segundos, llegando a meta por delante de Duncan White de Ceilán (país posteriormente llamado Sri Lanka) y del sueco Rune Larsson.